# 乙酰丙酮锆
乙酰丙酮锆是一种配位化合物，化学式为Zr(C5H7O2)4，或简写为Zr(acac)4。它是白色固体，在非极性有机溶剂中有着高溶解度，但在一般的烃类溶剂中溶解度较差。
该配合物可由氧氯化锆和乙酰丙酮反应得到：
ZrOCl2 + 4 Hacac → Zr(acac)4 + 2 HCl  +  H2O
它有方形反棱柱几何结构，包含8个几乎等价的Zr-O键，键长2.19 Å；分子的对称性群为D2，即它是手性分子。高配位数的化合物倾向于非刚性的立体结构，这由质子NMR光谱法观察到的一个甲基信号所示。
Zr(acac)4的相关物种1,1,1-三氟乙酰丙酮配体的类似物更具挥发性。